# 12479 Ohshimaosamu
12479 Ohshimaosamu (1997 EG27) là một tiểu hành tinh vành đai chính.